# Norm Cash
Norman Dalton Cash (10 de novembro de 1934 – 11 de outubro de 1986) foi um jogador americano de beisebol da Major League Baseball que atuou como primeira base por quase toda sua carreira com o Detroit Tigers. Extraordinário rebatedor com  377 home runs, Cash era o quarto da lista entre os canhotos da American League na época de sua aposentadoria, atrás de Babe Ruth, Ted Williams e Lou Gehrig; seus 373 home runs com os Tigers o colocam em segundo na história da franquia atrás de seu companheiro de equipe Al Kaline (399). Também liderou a AL em assistências três vezes. Era conhecido pelos fãs e companheiros de equipe como  "Stormin' Norman".